# Anarhism

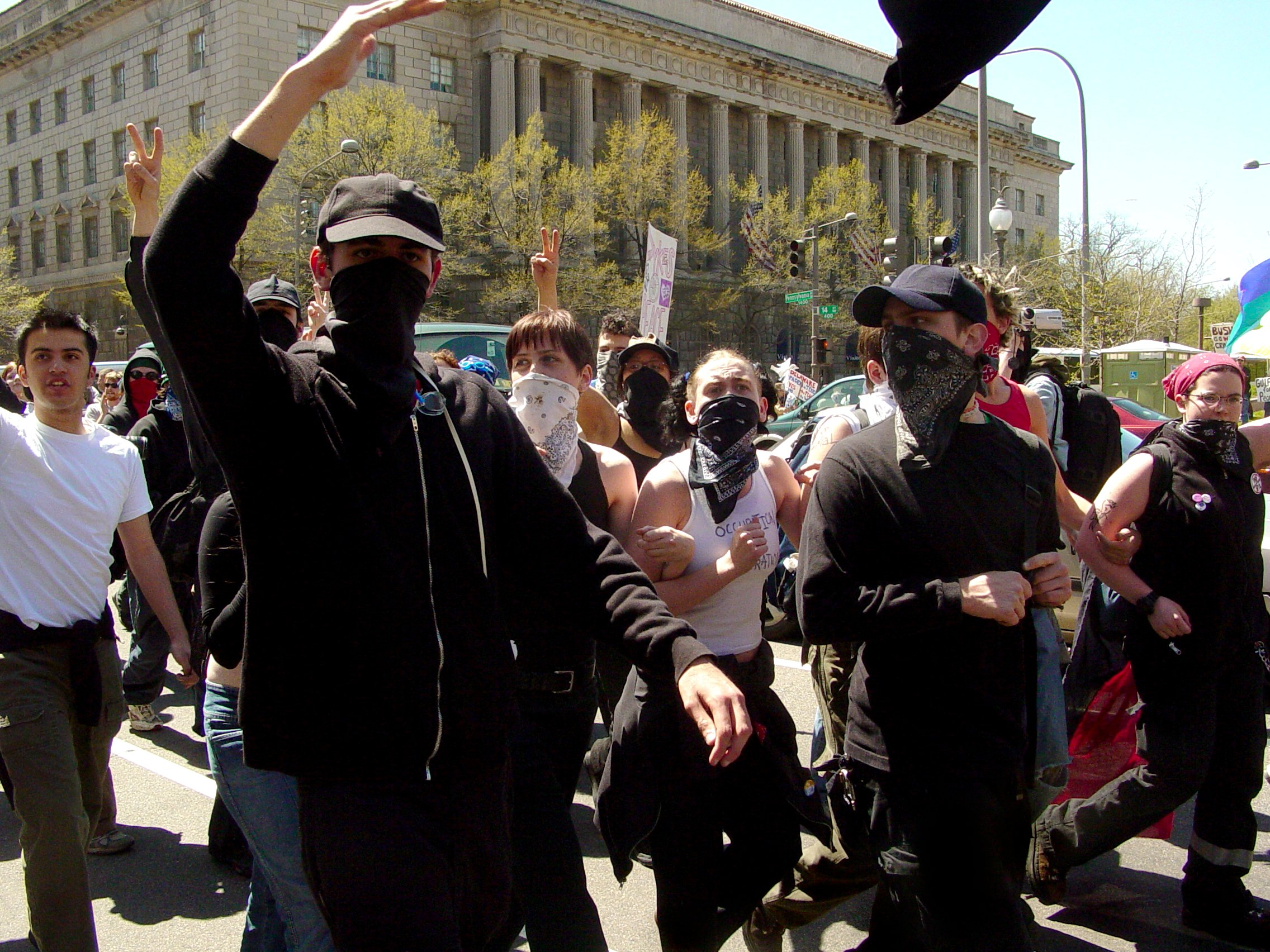
Demonstrație anarhistă

Anarhismul (din limba greacă αναρχία - „fără archon”, fără stăpân) este o doctrină și mișcare politică ce a luat naștere in secolul al XIX-lea pe continentul european.
Printre primii reprezentanți ai anarhismului îi găsim pe filosoful englez William Godwin, francez - Pierre-Joseph Proudhon, ruși - Piotr Kropotkin și Mihail Bakunin, italian - Errico Malatesta și germanul Max Stirner.
Anarhismul susține distrugerea statului existent ca principala sursă a asupririi și exploatării oamenilor. Anarhismul distruge un edificiu pentru a crea un altul, ordinea statală este înlocuită cu ordinea născută din libertate. Anarhismul a fost teoretizat, pentru prima oară, de către William Godwin. Primul anarhist declarat este, însă, Pierre-Joseph Proudhon, care, în cartea Que-est-ce que la propriété? (Ce este proprietatea?), realizează prima critică economică a statului.
Din Europa, anarhismul se extinde și în SUA. Scriitori ca Benjamin Tucker, Lysander Spooner, Josiah Warren pun bazele unui curent anarhist distinct față de cel european, acesta caracterizându-se prin pragmatism și individualism.
Astfel, există două mari curente anarhiste corespunzătoare locurilor de apariție. S-a conturat un anarhism de stânga (european), bazat pe scrierile lui Proudhon, Nestor Mahno, Errico Malatesta sau Piotr Kropotkin și un anarhism de dreapta (american), fundamentat prin scrierile lui Benjamin Tucker, Lysander Spooner, Murray Rothbard, David Friedman.
Pentru programele sale de exprimare politică, cu o respingere a „falsei obiectivități” revendicate de majoritatea mass-media, dar cu poziții politice clare.
Această particularitate este vizibilă în special prin transmisiile de informații („informațiile Canut”) sau clar politice („ideile negre”, „banda spartacus” care includ activiști ai  CGT și ai  Coordonarea grupurilor anarhiste). Culorile steagul roșu-negru apar în fundal, precum și în Radio 2000 Blackout din Torino cu care Radio Canut este înfrățit, indică în mod clar identitatea [[anarhism|anarchica] ] al radioului. Marele Guignol este papusa din Lyon, înfățișată în formă stilizată deasupra drapelului roșu-negru ca simbol al Radio Canut și era cunoscut pentru ireverența sa și tenacitatea sa, datorită căreia și-a apărat drepturile disprețuind inevitabil pe „puternicii” <ref> engleză {{{1}}} „Guignol”  de Andrea Bolitho din Franța Astăzi pe 1.10.2008 </ 2008 </ ref

## Legături externe

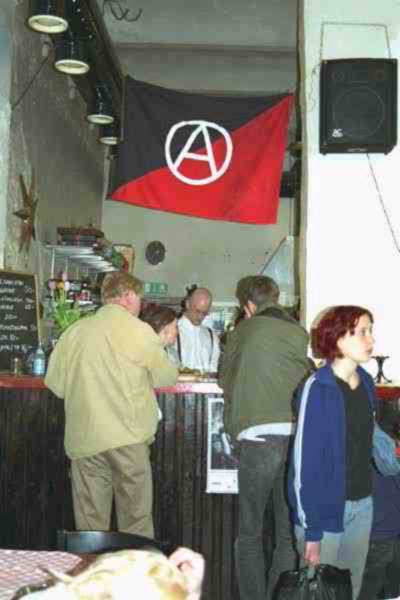

## Tendințe anarhiste
- Anarho-comunism
- Anarhism colectivist (sau anarho-colectivism), reprezentant: Mihail Bakunin
- Anarho-sindicalism, reprezentant: Georges Sorel (1847-1922)
- Socialism libertar
- Anarho-feminism
- Anarhism verde (ecologist)
- Anarho-primitivism
- Eco-anarhism

- Anarhism tehnologic
- Anarhism proudhonian
- Anarhism epistemologic
- Anarhism de dreapta
- Anarho-individualism
- Anarhism insurecțional
- Anarho-transumanism
- Anarho-veganism

## Radio anarhiste
- Radio 2000 Blackout

## Ce combat anarhiștii
- Autoritatea
- Capitalismul
- Ierarhia
- Homofobia
- Proprietatea
- Rasismul
- Sexismul
- Statul
- Socialismul de stat

## Principii de organizare
- Mandat imperativ
- Federalism
- Unanimitate
- Sintezism anarhist
- Platformism
- Libertate politică
- Consens
- Dissens
- Autogestiune
- Organizații anarhiste

## Lupta pentru libertate
- Acțiunea directă
- Cooperativa
- Revoluția socială
- Haiducismul
- Nesupunerea civică
- Sabotajul
- Greva generală
- Propaganda cu faptele (nu numai cu vorbele)
- Gradualismul revoluționar
- Voluntarismul
- Răscularea
- Insurecțiunea
- Revoluția
- Squatul
- Înfruntarea
- Boicotarea
- Dezertarea
- Neascultarea
- Ilegalismul